# Süreyya Ayhan
Süreyya Ayhan-Kop, turška atletinja, * 6. september 1978, Korgun, Turčija.
Nastopila je na poletnih olimpijskih igrah leta 2000, ko se je uvrstila v polfinale teka na 1500 m. Na svetovnih prvenstvih je osvojila srebrno medaljo v isti disciplini leta 2003, na evropskih prvenstvih pa naslov prvakinje leta 2002. Leta 2007 je prejela doživljenjsko prepoved nastopanja zaradi dopinga.